# 史瓦西準則
史瓦西準則（英語：Schwarzschild criterion）是卡爾·史瓦西發現的，是在天文物理上判斷恆星的物質能否能否穩定的形成對流層的準則，其形式為：
{\displaystyle -{\frac {dT}{dZ}}<{\frac {g}{C_{p}}}}
此處{\displaystyle g}是重力，而{\displaystyle C_{p}}是在恆定壓力下的熱容量。
如果是針對對流不穩定的一種氣體，如果某個元素離開原本的位置上升，浮力將導致它繼續上升；或者如果是向下沉降，而它的密度比周圍的環境高，它將繼續下沉。因此，史瓦西準則將決定恆星內部的元素將會上升或下沉；如果它是隨機波動或遭遇外力而離開原本的位置，則將會返回其原來的位置。
史瓦西準則能夠制約的位移元素必須有高於次音速的整體速度。如果出現這種情況，則在該元素周圍的壓力隨著時間變化所需要的時間會比聲波通過元素長，於是平滑的壓力出現了差異，元素和周圍的環境產生了壓力差。如果不是這種情況，則當元素穿越恆星時將不會聚集在一起
為了維持元素在恆星內部上升或下沉，位置移動的元素密度必須與周圍的氣體不一樣。換句話說，它必須與周圍的環境絕熱。為了使此一現象成為事實，它必須移動得夠快，才不會有足夠的時間和周邊的元素進行熱交換。